# Rheomys
A Rheomys az emlősök (Mammalia) osztályának rágcsálók (Rodentia) rendjébe, ezen belül a hörcsögfélék (Cricetidae) családjába tartozó nem.

## Rendszerezés
A nembe az alábbi 4 faj tartozik:
- Rheomys mexicanus Goodwin, 1959
- Rheomys raptor Goldman, 1912
- Rheomys thomasi Dickey, 1928
- Rheomys underwoodi Thomas, 1906 - típusfaj